# 第1艦隊 (韓国海軍)
第1艦隊（だい1かんたい、朝鮮語：제1함대）は、大韓民国海軍の艦隊の一つで、司令部は江原特別自治道東海市に所在する。日本海方面を管轄し島根県竹島も含まれている。海軍少将が司令官に充てられている。旗艦はDDH-971 広開土大王。

## 歴史
1986年に東沿岸部にあった海域司令部を基にして第1艦隊に改編される。2009年には日本海上自衛隊の舞鶴地方隊との間で作戦部隊級の交流・協力の強化が図られる。。これにより「DDH-973 楊万春］と「DDH-978 王建］が日本海にて共同救難訓練を実施している。

## 部隊編制
- 第11駆逐艦戦隊
  - DDH-971 広開土大王、FFK-955 馬山、FF-956 慶北、FF-959 釜山
- 第12哨戒艦戦隊
  - PCC-758 慶州、PCC-759 木浦、PCC-761 金泉、PCC-762 忠州、PCC-763 晋州、PCC-769 原州、PCC-771 安東
- 第13高速艇戦隊
  - チャムスリ級哨戒艇
- 第1戦備戦隊
- 第1基地戦隊
- 第1軍需戦隊
- 第108早期警報戦隊
- 第118早期警報戦隊